# Franz Molitor (Maler)
Franz Molitor (* 17. August 1857 in Capellen bei Koblenz; † 19. Juli 1929 in Ehrenbreitstein) war ein deutscher Maler.
Molitor war der Sohn des Malers Peter Joseph Molitor. Er studierte an der Kunstakademie Düsseldorf bei Wilhelm von Schadow, Karl Ferdinand Sohn, Johann Peter Theodor Janssen, Julius Roeting und Eduard von Gebhardt. Molitor war zunächst in Düsseldorf tätig, von 1898 bis zur Jahreswende 1927/28 in Oberlahnstein. Er malte Porträts, Stillleben, Genre- und Altarbilder. Ein Bildnis, dass er von seinem Vater anfertigte befand sich in einer Sammlung in Koblenz. Er illustrierte zudem die Bände der Annalen des Vereins für Nassauische Altertumskunde und Geschichtsforschung.